# 界牌站
界牌站位于中華人民共和國四川省成都市龙泉驿区，是成都地铁2号线的高架车站。

## 车站概要
本站位于桃都大道与兴业大道交叉口东南侧，沿桃都大道呈西北、东南向布置，于2014年10月26日开通使用，因老地名“界牌村”而得名。本站共配备有200个汽车泊位，在2号线建设期间，本站曾使用工程名“东风渠站”。

## 车站结构
本站为地上三层高架车站，车站有效站台长度为120米、宽度14米，建筑总长122.8米，标准宽度22米。车站主体建筑面积3856.40平方米,附属建筑面积2307.70平方米，过街天桥建筑面积417.12平方米，总建筑面积6590.22平方米，其中物业开发面积99.27平方米。
| 地上 三层 | 侧式站台，右边车门将会开启     | 侧式站台，右边车门将会开启 | 侧式站台，右边车门将会开启 |
| 地上 三层 | 2号线列车往犀浦方向（连山坡）  |                            |                            |
| 地上 三层 | 2号线列车往龙泉驿方向 （书房） |                            |                            |
| 地上 三层 | 侧式站台，右边车门将会开启     |                            |                            |
| 地上 二层 | 站厅层                         | 安检、自动售票机、车站商店 |                            |
| 地面      | 架空层                         | 出入口                     |                            |

## 内装与公共艺术
设计主题：以汽车文化展示龙泉工业发展；
汽车文化是龙泉驿区域的一种普适性文化，在界牌站装饰装修中进行了全面运用。各种汽车主题元素的点缀性装饰，让乘客全面感受浓郁的龙泉汽车文化。立柱柱面以各式的老爷车剪影，凸显出汽车文化韵味。

## 出入口信息
本站目前开放4个出入口。
| 出口编号     | 设施       | 地点     | 可到达目的地 |
| ------------ | ---------- | -------- | ------------ |
|              |            |          |              |
|              | 无障碍电梯 | 桃都大道 |              |
| 出口 · A · 2 |            | 桃都大道 |              |
| 出口 · B · 1 | 无障碍电梯 | 桃都大道 | 东安湖公园   |
| 出口 · B · 2 | 卫生间     | 桃都大道 |              |

## 大事记
- 2014年10月26日，车站启用；
- 2023年7月28日17时至22时，第31届世界大学生夏季运动会开幕式期间，本站暂停运营服务，双方向列车不停站通过。[6]